# Bryan Young
Pour les articles homonymes, voir Bryan Young (hockey sur glace) et Young.
Pas d'image ? Cliquez ici

a Compétitions nationales et continentales officielles uniquement.

b Matchs officiels uniquement.
Dernière mise à jour le 10 octobre 2019.
Bryan Young, né le 11 juin 1981 à Ballymena, est un joueur de rugby à XV, qui joue avec l'équipe d'Irlande depuis 2006, évoluant au poste de pilier (1,85 m et 106 kg).

## Carrière
Il a eu sa première cape internationale à l’occasion d’un test-match le 17 juin 2006 contre l'équipe de Nouvelle-Zélande. 
Bryan Young joue avec l'Ulster en Coupe d'Europe et en Celtic league.

### Clubs successifs
- Ulster Rugby  Irlande 2002-2011
- Cavalieri Prato  Italie 2011-2012

## Palmarès
- 8 sélections
- Sélections par années : 5 en 2006, 3 en 2007
- Tournoi des Six Nations disputé : aucun.
- Participation à la coupe du monde : aucune.